# Cariprazina
La cariprazina è un composto chimico di formula {\displaystyle {\ce {C21H32Cl2N4O}}}

## Storia
Fu sviluppato in Ungheria, per essere approvata negli Stati Uniti nel settembre 2015, in Europa nel 2017, in Italia nel 2018 e in Canada nell'aprile 2022.

## Caratteristiche strutturali e fisiche
La cariprazina è una N-alchilpiperazina costituita da N,N-dimetil-N'-{trans-4-[2-(piperazin-1-il)etil]cicloesil}urea, sostituita in posizione 4 sull'anello della piperazina da un gruppo 2,3-diclorofenile.
| N. di atomi pesanti                  | 28            |
| N. di donatori di legami a idrogeno  | 1             |
| N. di accettori di legami a idrogeno | 3             |
| N. di legami ruotabili               | 5             |
| Massa monoisotopica                  | 426,1953170 u |
| Superficie polare                    | 38,8 Å²       |

## Farmacologia e tossicologia

### Farmacocinetica
La concentrazione farmacologica più rilevante corrisponde alla concentrazione sistemica combinata di cariprazina, desmetil-cariprazina (DCAR) e didesmetil-cariprazina (DDCAR), i due principali metaboliti attivi della cariprazina.
Dopo la somministrazione di una singola dose, la concentrazione plasmatica massima della cariprazina si verifica in circa 3-6 ore. Nei volontari sani, il Tmax dopo somministrazione orale è stato di 3,6 ore per la cariprazina, 6,5 ore per DCAR e 18,1 ore per DDCAR.
Lo stato stazionario è stato raggiunto in modo proporzionale alla dose entro tre settimane per cariprazina, DCAR e DDCAR nei pazienti con schizofrenia. La cariprazina e i suoi principali metaboliti attivi sono fortemente legati alle proteine plasmatiche con un tasso di legame del 91-97%.
La cariprazina viene metabolizzata ampiamente dal CYP3A4 e, in misura minore, dal CYP2D6, formando DCAR e DDCAR. Questi metaboliti presentano profili di legame recettoriale in vitro simili al farmaco originale. Il DCAR viene ulteriormente metabolizzato in DDCAR dal CYP3A4 e CYP2D6. Inoltre, il DDCAR può essere metabolizzato dal CYP3A4 per formare un metabolita idrossilato.
La cariprazina e i suoi metaboliti attivi hanno emivite lunghe. Le emivite terminali della cariprazina, DCAR e DDCAR variano rispettivamente da 31,6 a 68,4 ore, 29,7 a 37,5 ore e 314 a 446 ore. L'emivita effettiva, calcolata dal tempo necessario per raggiungere lo stato stazionario, ovvero l'emivita funzionale delle moietà attive totali, è di circa una settimana.
La somministrazione di una singola dose di 1,5 mg di cariprazina con un pasto ricco di grassi non ha influito significativamente su Cmax e AUC della cariprazina o del DCAR. I livelli plasmatici della cariprazina e dei suoi principali metaboliti si accumulano nel tempo. Dopo la somministrazione di 12,5 mg/giorno di cariprazina a pazienti con schizofrenia per 27 giorni, circa 21% della dose giornaliera è stata rilevata nelle urine, con circa 1,2% della dose giornaliera escreta come farmaco immodificato.

### Farmacodinamica
Ha un ruolo come agonista della dopamina e antagonista serotoninergico. In particolare, la cariprazina agisce come agonista parziale sui recettori centrali dopaminergici D2, dopaminergici D3 e serotoninergici 5-HT1A, mentre funziona come antagonista sui recettori serotoninergici 5-HT2A. L'agonismo parziale consente al recettore della dopamina di essere stimolato anche quando la sua occupazione da parte del farmaco è massima. L'antagonismo sui recettori 5-HT1A e 5-HT2A da parte della cariprazina può aumentare la neurotrasmissione dopaminergica nel percorso nigrostriatale, contribuendo a ridurre ulteriormente il rischio di sintomi extrapiramidali.

### Effetti del composto e usi clinici
Il sale cloridrato della cariprazina è indicato per il trattamento della schizofrenia e degli episodi maniacali o misti associati al disturbo bipolare di tipo I.

### Controindicazioni ed effetti collaterali
L'uso del composto non è raccomandato nei pazienti con grave insufficienza renale (CrCL < 30 mL/minuto). I pazienti anziani con psicosi correlata alla demenza trattati con il farmaco presentano un aumento del rischio di morte. La cariprazina è comunque associata a un rischio di acatisia, disturbo extrapiramidale, irrequietezza e tremore.

### Tossicologia
Un paziente che ha assunto accidentalmente una dose eccessiva ha manifestato ipotensione ortostatica e sedazione, ma è guarito nello stesso giorno. La cariprazina non è risultata clastogenica nel test di aberrazione cromosomica in vitro sui linfociti umani. Tuttavia, il suo metabolita DDCAR è risultato clastogenico e ha indotto aberrazioni cromosomiche strutturali nello stesso test. La cariprazina è stata associata a un basso tasso di elevazione delle transaminasi sieriche durante la terapia, ma non è stata collegata a casi di lesione epatica acuta clinicamente evidente.